# Moabit
Pronunciação
Moabit é uma das seis localidades do distrito Mitte de Berlim, Alemanha. Habitada inicialmente em 1685 e incorporada a Berlim em 1861, a antiga vizinhança industrial é cercada por três cursos d'água que definem seus limites. Entre 1945 e 1990, Moabit foi parte do setor britânico de Berlim Ocidental, com fronteira direta com Berlim Oriental.

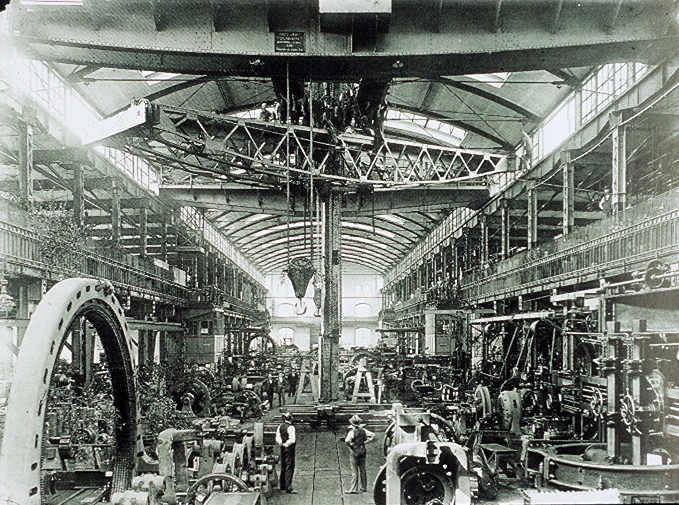
Fábrica de turbinas AEG, exemplo do passado industrial de Moabit

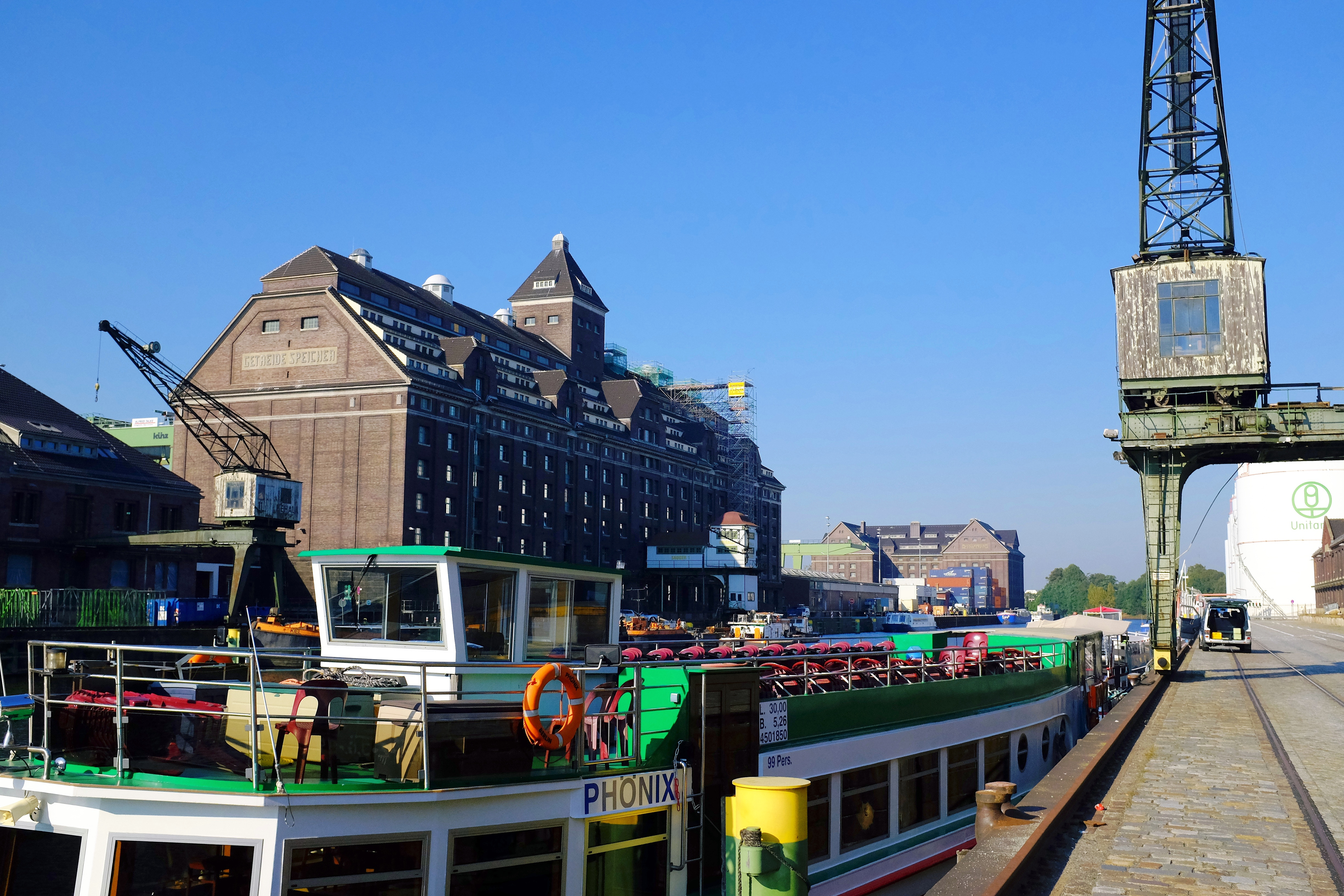
O maior porto interno de Berlin marca o limite norte de Moabit com Wedding